# Buenoa hungerfordi
Buenoa hungerfordi är en insektsart som beskrevs av Truxal 1953. Buenoa hungerfordi ingår i släktet Buenoa och familjen ryggsimmare. Inga underarter finns listade i Catalogue of Life.